# Мадона дел Рито (Козенца)
Мадона дел Рито је насеље у Италији у округу Козенца, региону Калабрија.
Према процени из 2011. у насељу је живело 29 становника. Насеље се налази на надморској висини од 59 м.